# سیارک ۱۱۷۵۵
سیارک ۱۱۷۵۵ (به انگلیسی: 11755 Paczynski، نامگذاری:2691P-L) یازده هزار و هفتصد و پنجاه و پنجمین سیارک کشف شده‌است که در ۲۴ سپتامبر ۱۹۶۰ کشف شد.